# Eanatum

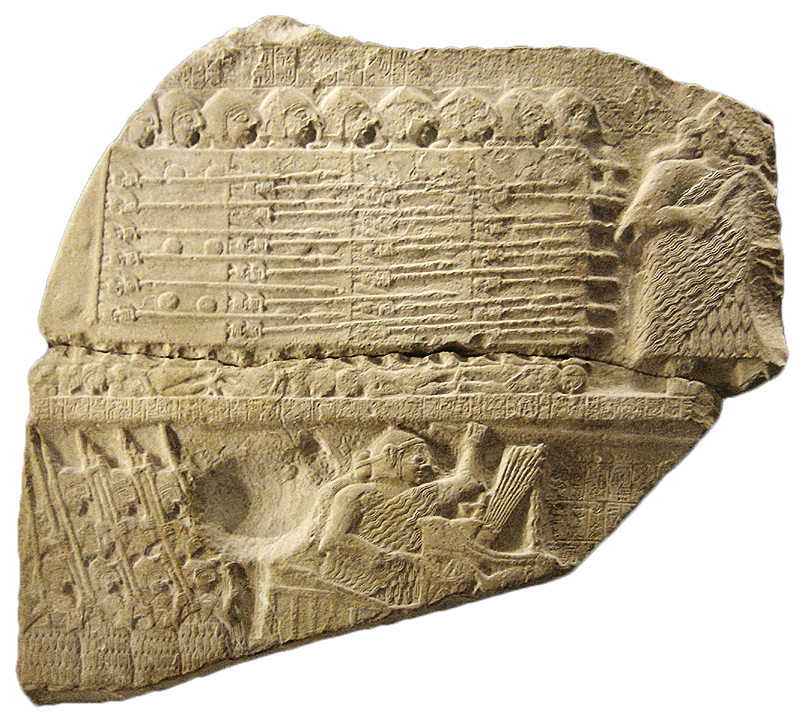
Eanatum na czele wojska – jeden z zachowanych fragmentów Steli sępów; znaleziony w Girsu (ob. Telloh); zbiory Luwru.

Eanatum  (sum. é.an.na.túm, tłum. „świątynia E-ana przyniosła”) – sumeryjski władca miasta-państwa Lagasz, panujący na początku 2 połowy III tys. p.n.e. Syn i następca Akurgala, wnuk Ur-Nansze, starszy brat Enanatuma I.
Podczas swych rządów zdołał on podbić lub podporządkować sobie liczne miasta w Sumerze (Ur, Uruk, Kisz), a nawet poza nim (Mari). Najlepiej znany dla nas jest jego konflikt z władcą Ummy o pewne przygraniczne tereny, upamiętniony na znanym zabytku z tego okresu, jakim jest Stela sępów, znajdująca się obecnie w muzeum w Luwrze. Po zwycięstwie nad Ummą podporządkował sobie miasta Ur i Uruk.